# Reisfeldratte
Reisfeldratten (Rattus argentiventer, Syn.: Rattus rattus argentiventer, Rattus rattus brevicaudatus, Rattus rattus bali, Rattus rattus umbrivente) sind mittelgroße Ratten in Südostasien, die sich in ihrer Lebensweise stark an die Bewirtschaftung von Reisfeldern angepasst haben. Sie leben direkt in bzw. an Reisfeldern und können durch Fraß zu einem Ernteverlust von bis zu 60 % führen. In vielen Gebieten Südostasiens gelten sie als der größte landwirtschaftliche Schädling unter den Nagetieren.

## Erscheinung
Reisfeldratten gehören mit einem Gewicht von bis zu 239 g und einer Kopf-Rumpf-Länge bis zu 230 mm zu den mittelgroßen Ratten. Ihr dunkel gefärbter Schwanz ist mit bis zu 210 mm immer etwas kürzer als Kopf-Rumpf. Das etwas drahtige Fell auf dem Rücken der Reisfeldratten ist orange-braun gefärbt und weist in der Regel schwarze Flecken auf. Die Farbe des Fells auf der Bauchseite kann von silbrig weiß bis grau variieren, zudem verläuft ein dunkler Streifen längs entlang der Mitte des Bauches. Reisfeldratten haben eine mäßig lange Schnauze und große, leicht behaarte Ohren. Direkt vor den Ohren findet sich in der Regel eine orange gefärbte Fellregion. Auch die dünnen, langen Füße sind auf der Oberseite mit einigen dunklen Haaren bewachsen.

## Verbreitung

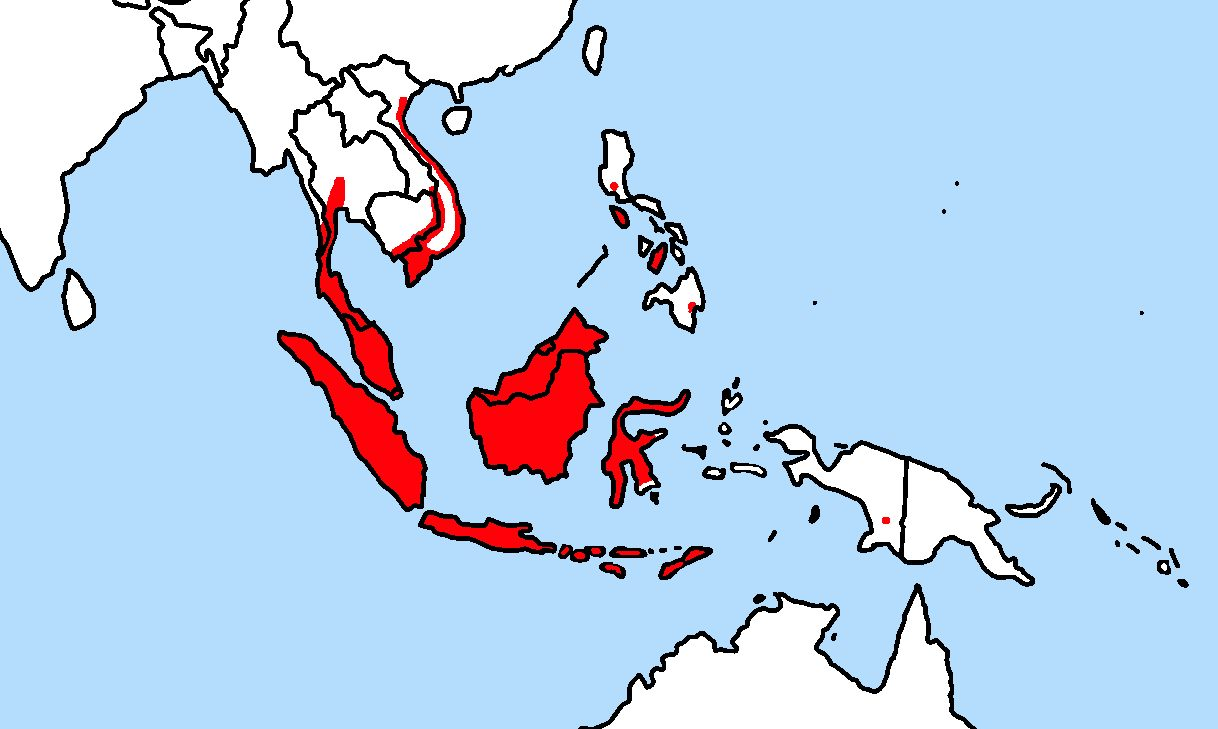
Verbreitungsgebiet von Reisfeldratten

Das Vorkommen der Reisfeldratten erstreckt sich über Tieflandgebiete Süd-Thailands, Kambodschas und Vietnams sowie entlang des Mekong bis Süd-Laos. Sie finden sich auch auf der Malaiischen Halbinsel und den Hauptinseln Indonesiens. Isolierte Populationen kommen auf Süd-Neuguinea und Inseln der Philippinen – Cebu, Luzon, Mindanao, Mindoro und Negros vor.
Die Vorkommen auf Sulawesi, den kleinen Sundainseln, den Philippinen und Neuguinea sind vermutlich durch Menschen eingeschleppt worden.

### Habitat
Reisfeldratten bevorzugen Habitate, die regelmäßig von Wasser überflutet werden. Sie kommen in Reisfeldern, Gärten und Plantagen vor, in denen sie ihre Baue graben. Diese werden immer nur von einem einzelnen Tier und dessen Nachwuchs bewohnt. In Ortschaften sind sie lediglich während Migrationen anzutreffen. Ihre Habitatwahl ist eng an landwirtschaftliche Aktivitäten angepasst. Außerhalb des Reisanbaus finden sich die meisten Baue an Kanälen und in Gärten, mit Beginn der Bepflanzung der Felder werden vermehrt Baue in den Dämmen der Reisfelder angelegt.

## Nahrung
Das Nahrungsspektrum der Reisfeldratten umfasst Gräser, zu denen auch der Reis zählt, (Reisfeld-)Kräuter, Getreide und weitere Sämereien sowie Wirbellose (Krebstiere, Schnecken und Insekten).

## Reproduktion
Der Reproduktionszyklus von Reisfeldratten ist eng an landwirtschaftliche Aktivitäten der Menschen angelehnt. Die erste Paarung einer Saison findet kurz vor der Bepflanzung der Reisfelder statt, so dass die ersten Jungtiere während des Wachstums der Reispflanzen auf die Welt kommen. Es kann zu einem zweiten Wurf kommen, wenn der Reis ausreift und zu einem dritten nach der Reisernte. Bei fortwährender Bepflanzung der Reisfelder können sich die Jungtiere des ersten Wurfes noch innerhalb desselben Jahres reproduzieren.
Theoretisch ist die erste Paarung bei Weibchen in einem Alter von rund 28 Tagen (31–40 g) möglich, meist findet sie aber später, bei einem Gewicht von 60 bis 120 g statt. Männchen sind in einem Alter von rund 59 Tagen (90 g) geschlechtsreif. Die Weibchen sind im Mittel 21 Tage trächtig (20–26 Tage). Während die Anzahl der Jungtiere eines Wurfes bis zu 18 betragen kann, ist der Mittelwert doch deutlich geringer. Dieser variiert zwischen den verschiedenen Regionen und beträgt in der Regel von 5–7 Jungtiere in Malaysia bis zu 10–11 Jungtiere in West-Java. In Gefangenschaft umfasst ein Wurf 7–8 Tiere.
Während bei den meisten Nagetieren ein neuer Wurf dazu führt, dass die Jungtiere des vorherigen Wurfes das Nest verlassen, können bei Reisfeldratten mehrere Generationen innerhalb eines Baues leben. Dies, und die Tatsache, dass bis zu 100 % aller Weibchen einer Population trächtig sein können, kann der Grund für die zum Teil extrem hohen Populationsdichten sein. So wurden in Indonesien 500–600 Individuen pro Hektar gezählt (bei doppelter Reisbepflanzung), höhere Dichten können durchaus möglich sein.

## Reisfeldratten als Schädlinge und Nahrungsquelle
Reisfeldratten können einen Ernteverlust von 10–25 % verursachen, wobei der größere Schaden am zweiten Aufwuchs ist. Bei dreifacher „Reis-Generationsfolge“ oder auch bei dem Vorhandensein von „Zufluchtsorten“ (Hauptkanäle, „bergige“ Reisfelder) können 30–50 % der Ernte verloren gehen. Im ländlichen Thailand, insbesondere in der Provinz Pathum Thani, wird das Rattenfleisch dieser Nager gegessen. Das Fleisch der Reisfeldratte, die mit Fallen aus Bambus gefangen wird, gilt den Lao Wiang als Delikatesse.